# تهميمة أنام
تهميمة أنام (Tahmima Anam)(مواليد 8 أكتوبر 1975)،هي كاتبة روائية وكاتبة عمود بريطانية من أصول بنغلاديش. حازت روايتها الأولى، «العصر الذهبي (2007)»، على جائزة أفضل كتاب في جوائز كتاب الكومنولث لعام 2008. تم ترشيح روايتها التالية، «المسلم الصالح»، لجائزة الأدب الآسيوي لعام 2011. أتــــى ذكرهـــــا فــــي مجلـــــــة جرانتــــا البريطانيــــة كواحــدة من أفـــضل الروائييــن البريطانييـــــن الشـــباب.

## حياتها
ولدت في 8 أكتوبر 1975 في دكا البنغالية، لأبوين محفوظ أنام وشاهين أنام. في سن الثانية، انتقلت إلى باريس عندما انضم والداها إلى اليونسكو كموظفين. نشأت في باريس ونيويورك وبانكوك، وتعلمت قصة حرب تحرير بنجلاديش من والدها الذي قال إنه تلقى بعض التدريب للقتال في عام 1971، لكن باكستان الشرقية أصبحت مستقلة بحلول ذلك الوقت. لم يكن والدها مقاتلاً في الشونجرام.
في سن السابعة عشر، حصلت على منحة دراسية لكلية ماونت هوليوك، وتخرجت منها عام 1997. حصلت على درجة الدكتوراه في الأنثروبولوجيا من جامعة هارفارد في عام 2005 عن أطروحتها "إصلاح الماضي: الحرب والعنف ومساكن الذاكرة في بنغلاديش ما بعد الاستقلال". ثم، حصلت على درجة الماجستير في الآداب في الكتابة الإبداعية في جامعة رويال هولواي، جامعة لندن.
في عام 2010، تزوجت من المخترع الأمريكي رولاند أو. لامب، الذي التقت به في جامعة هارفارد. للزوجين ابن اسمه الرومي. ولد الرومي قبل أوانه ورفض تناول الطعام لمدة خمس سنوات - وهي محنة كتبت عنها. لقد أقامت في كيلبورن ، لندن، على مدى العقد الماضي.

## من مؤلفاتها المترجمة للغة العربية
- المسلمة الحسنة.
- عصر ذهبي.
- عظام المجد.[14]

## روابط خارجية
- عمود لصحيفة نيويورك تايمز
- عمود لصحيفة الغارديان
- عمود لرجل دولة جديد